# Aleksandrovo (Wojwodina)
Aleksandrovo (cyr. Александрово) – wieś w Serbii, w Wojwodinie, w okręgu środkowobanackim, w gminie Nova Crnja. W 2011 roku liczyła 2130 mieszkańców.